# Jō Kanazawa
Jō Kanazawa (金沢 浄?, Kanazawa Jō; Iruma, 9 luglio 1976) è un ex calciatore giapponese, di ruolo difensore.

## Palmarès

### Club

#### Competizioni internazionali
- Coppa Suruga Bank: 1

Júbilo Iwata: 2011